# Olgasolaris
Olgasolaris is een geslacht van weekdieren uit de klasse van de Gastropoda (slakken).

## Soort
- Olgasolaris tollmanni L. Beck, 1992